# 충암중학교
충암중학교(沖岩中學校)는 대한민국 서울특별시 은평구 응암동에 있는 사립 중학교이다.

## 학교 연혁
- 1965년 2월 1일 : 설립자 이인관 선생 학교법인 충암학원 설립 착수
- 1965년 2월 10일 : 서울특별시 은평구 응암동 산9의 1번지 교지 6,000평 매입
- 1965년 2월 20일 : 중학교 교사 1,948평 건축
- 1965년 12월 31일 : 중학교 9학급(540명) 모집 인가
- 1966년 3월 1일 : 초대 교장 이인관 선생 취임
- 1969년 2월 : 제1회 졸업
- 1971년 12월 : 중학교 45학급 증설 인가
- 1972년 8월 : 여중교사 6층(836평) 신축 준공
- 1976년 11월 9일 : 야외 체육관 171평 신축
- 2008년 5월 13일 : 충암학원 프로바둑 기사 500단 돌파 기념식
- 2019년 10월 1일 : 홍기복 선생 제20대 교장 취임
- 2022년 5월 20일 : 윤명화 선생 충암학원 제13대 이사장 취임
- 2023년 2월 10일 : 제55회 졸업

## 참고 자료
- 충암중학교 - 한국교육학술정보원 학교알리미